# Pai Cido de Oxum Eim
Pai Cido de Oxum Eim nasceu no dia 10/08/1949 na Ilha de Madre de Deus, vizinha de Salvador na Bahia, é o Babalorixá do Ilê Dará Axé Oxum Eim, localizado em São Paulo, Capital.

## História
Foi o quarto filho de nove irmãos, sendo dois casais irmãos gêmeos.
O pai, Sr. Alcides Reis, marinheiro, falecido em 1954 de tuberculose, o que obrigou a mãe, Dna. Zilah Reis, e os filhos a uma vida bem mais modesta, passando humilhações e dificuldades.
Em 1964, num trágico acidente de ônibus Pai Cido perdeu dois irmãos. Dna. Zilah lamentou a morte dos filhos até o final de sua vida. A família Reis, depois desse triste episódio, resolveu deixar a ilha e mudar-se para Candeias, Bahia. Pai Cido, então com 15 anos, foi trabalhar como balconista num Café e Leite, caminhando diariamente 3 horas para ir e voltar do emprego.
Foi neste café que ele começou a sentir as primeiras manifestações espirituais.
Porém, a primeira manifestação realmente forte foi com o espírito do pai, num momento de desespero. Pai Cido já não trabalhava mais no café. Começou a sentir todos os sintomas da doença que matou o pai e ter todas as reações dele, sem, no entanto, estar doente fisicamente. Isto o fez voltar para a ilha onde ficou hospedado na casa de uma tia. Ignorando que a tia era uma médium de transporte, Pai Cido curou-se quase que imediatamente. Mas quando regressou a Candeias, deixou todos os sintomas da doença com a tia, que mais tarde foi obrigada a procurar ajuda espiritual para se curar. A mãe casou-se novamente e deu à luz mais dois filhos. O padrasto foi transferido para Alagoinhas e levou consigo toda a família. Foram todos morar num sítio perto da cidade. Algum tempo depois a mãe e o padrasto se separaram, o que fez com que a família Reis retornasse a uma vida de sacrifícios.
Pai Cido, para sobreviver, colhia jacas, abacates e outras frutas do sítio,
colocava-as numa mula emprestada do vizinho e, junto com o irmão, que ficava sempre meio de longe, ia à cidade para vendê-las. Com o dinheiro fazia a despesa do dia e a trazia para a mãe. Conseguiu um emprego de cortador de carne num armazém do mercado, onde ficou alguns anos. A família toda transferiu-se então do sítio para a cidade. Assim que a mãe conseguiu uma banca no mercado, transferência de uma amiga, Pai Cido deixou o armazém e foi trabalhar com a mãe.
As manifestações espirituais voltaram, o que o deixou muito mal psicologicamente. Procurou algumas casas para se curar, mas nada parecia dar certo. Decidiu então vir para São Paulo, para trabalhar e procurar um médico que o ajudasse. Chegou na cidade de São Paulo no dia 24 de dezembro de 1973, ficando hospedado na casa de amigos.
No dia 4 de janeiro de 1974 arrumou emprego como servente de obra no prédio esqueleto do Anhembi e, também, moradia no mesmo lugar. Foi aí que encontrou a famosa abelha de ouro com olhos de rubi, a qual mais tarde ofereceu a seu Santo Ibá d'Oxum. Passando alguns meses, saiu da obra e com o dinheiro da indenização fez o santo. Ficou trabalhando na casa até conseguir emprego num almoxarifado de uma firma. Então mudou-se para uma casa pequena e iniciou seus trabalhos como Pai de Santo, a pedido de Oxum, seu Orixá de cabeça.
Em 78, Pai Cido casou-se e em 79 nasceu Gabriela para sua filha. Em 81, completando os sete anos de feitura de santo, Pai Cido recebeu o cargo com o Pai Bobó de Iansã, vindo do Casa de Oxumarê da Bahia. Separou-se da esposa no ano seguinte, mas dois anos mais tarde Gabriela sua filha veio morar com ele. Gabriela já raspou a cabeça e se prepara para ser herdeira da casa do Pai. Dna. Zilah, que há alguns anos morava com o filho, faleceu em 1990.
Muito aprendeu em suas andanças pelo Brasil, Nigéria e Benim, conviveu com graduados Babalorixás, Ialorixás e Babalaôs, e,
com sua experiência e atuação, tem contribuído significativamente para a real valorização do universo cultural afro-brasileiro, especialmente no que concerne a religião.<ref>Pai Cido De Òsun Eyin